# Birgit Bulla

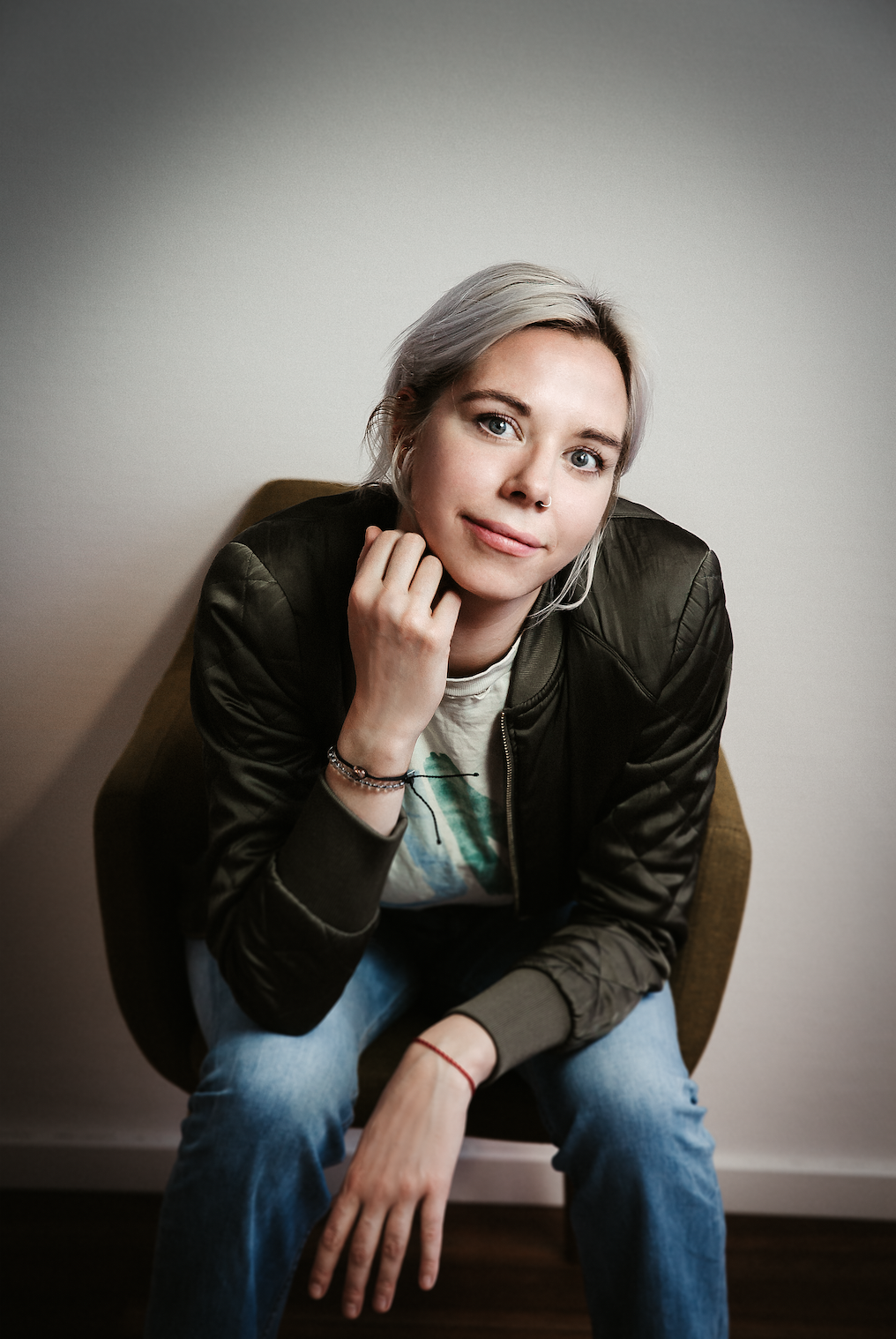
Birgit Bulla

Birgit Bulla (* 22. August 1984 in Saarbrücken) ist eine deutsche Redakteurin und Sachbuch-Autorin.

## Leben
Birgit Bulla arbeitet in München als Redakteurin. Sie war unter anderem für InStyle, Gracia und Stylight tätig. Mit 27 Jahren bekam sie eine Reizblase. Obwohl sie bei diversen Ärztinnen war, konnte ihr nicht geholfen werden. Nach eigenen Angaben lässt sich Birgit Bulla daher seit einiger Zeit Botox in die Blase spritzen. Um anderen Betroffenen zu helfen und Mut zu machen, rief sie ihren Blog Pinkelbelle.de ins Leben, auf dem sich alles um das Thema Reizblase und Inkontinenz dreht. Birgit Bulla will das Thema so enttabuisieren. Kurze Zeit später bekam sie das Angebot, ein Buch über die Blase zu schreiben. Die Illustrationen dazu lieferte ihre eineiige Zwillingsschwester Annette Bulla.
Es folgten zahlreiche Medienauftritte, unter anderem in Podcasts, wie Peinlich gibt’s nicht von Welt.de, im Notizbuch des Bayerischen Rundfunks, in Tabulos von Franka Frei oder Mamalauda von Julia Knörnschild und Fanny Husten. Daneben gab es zahlreiche Artikel und Interviews, in denen Birgit Bulla als Expertin zum Thema Blasengesundheit aufgeführt und befragt wurde. Darin weist Birgit Bulla immer wieder darauf hin, dass Inkontinenz und Blasenschwäche nicht nur ältere, sondern auch immer mehr junge Menschen betreffen.
Am 21. September 2020 erschien ihr Sachbuch Noch ganz dicht? Alles Wissenswerte über die Blase beim Verlag hanserblau. Die Buchrechte wurden bisher in acht Länder verkauft.